# Ippesheim
Ippesheim er en købstad (markt) i den mittelfrankiske Landkreis Neustadt an der Aisch-Bad Windsheim i den tyske delstat Bayern. Den er en del Verwaltungsgemeinschaft Uffenheim.

## Geografe
Kommunen ligger i de sydlige udløbere af Steigerwald. Nabokommuner er (med uret, fra nord): Seinsheim, Willanzheim, Sugenheim, Weigenheim, Gollhofen og Martinsheim.

### Inddeling
Ud over Ippesheim ligger i kommunen landsbyerne:
- Bullenheim
- Gemeindemühle
- Herrnberchtheim

## Erhvervsliv
Ippesheim er det største vindistrikt i Mittelfranken.